# Yamakawa Hitoshi

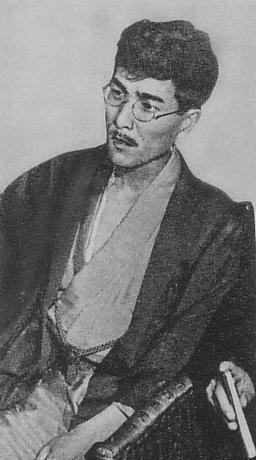
Yamakawa Hitoshi

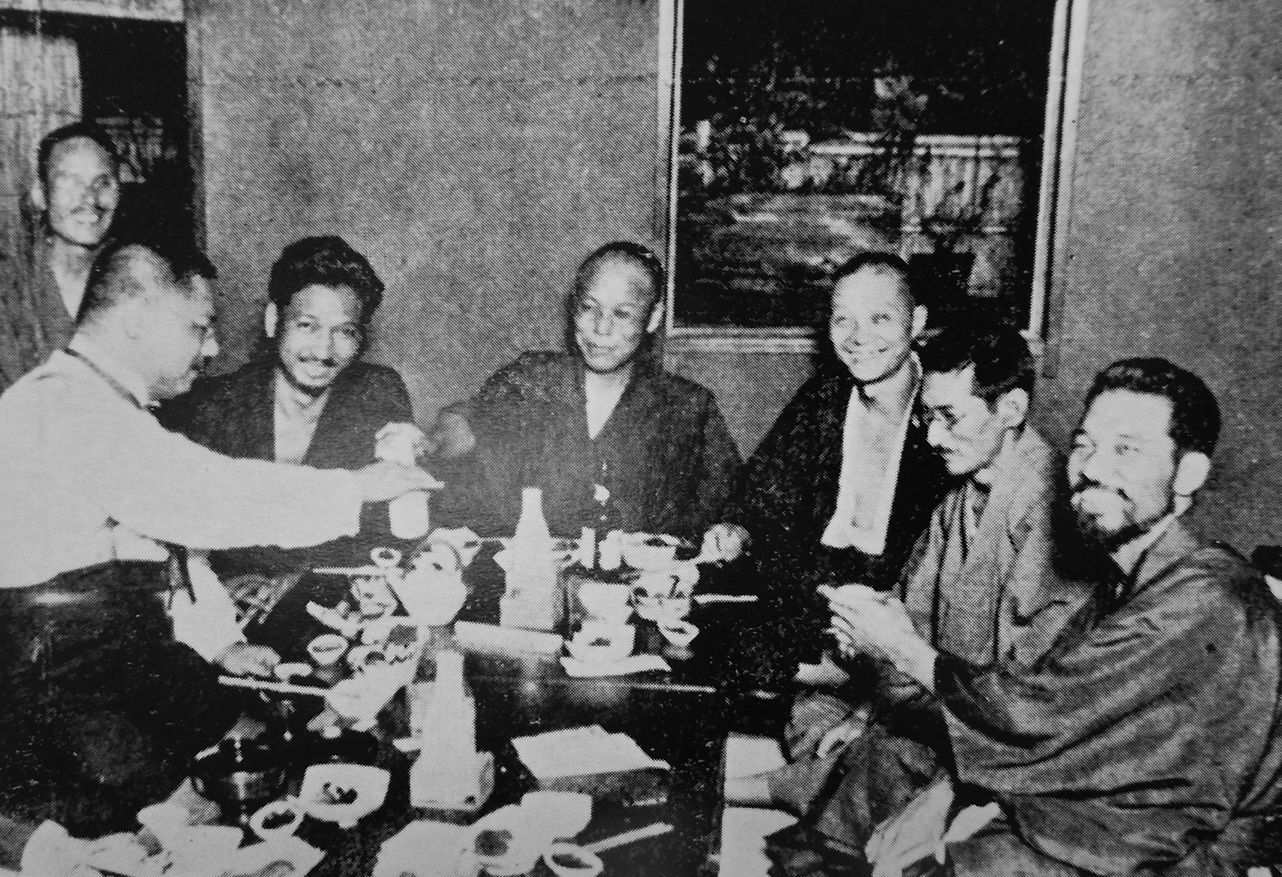
Treffen der Baibunsha 1922, Yamakawa 2. von rechts.

Yamakawa Hitoshi (japanisch 山川 均; geb. 20. Dezember 1880 in Kurashiki; gest. 23. März 1958) war ein japanischer linker Intellektueller während  der Taishō- und   Shōwa-Zeit.

## Leben und Werk
Yamakawa Hitoshi wurde, wie auch andere Japaner seiner Zeit, die sich zu Sozialisten entwickelten, zunächst durch das Christentum geprägt. Er studierte von 1895 bis 1897 an der westlich ausgerichteten Dōshisha-Universität in Kioto und ging dann nach Tokio. Dort begann er 1900 mit zwei Freunden eine kleine Monatsschrift für junge Leute herauszugeben. Auf Grund des in der Zeitschrift publizierte Artikels, in dem er die Hochzeit des Kronprinzen, des späteren Kaisers Taishō, so wie sie vom Hofe arrangiert worden war, kritisierte, kam Yamakawa für fast vier Jahre ins Gefängnis.
Während der Zeit im Gefängnis wandte Yamakawa sich nun ernsthaft dem Sozialismus zu. 1906 schloss er sich der neu gegründeten „Japanischen Sozialistischen Partei“ (日本社会党, Nihon shakai tō) an. Dabei kam er unter den Einfluss von Kōtoku Shūsui, der die Entwicklung der Bewegung vom christlich geprägten Sozialismus zum anarcho-Syndikalismus vorantrieb.  
Yamakawa wurde Assistenzherausgeber der Heimin-Zeitung (平民新聞; Heimin Shimbun), schrieb Beiträge zum Anarchismus, zur Idee des Generalstreiks und schloss sich der Baibunsha (売文社) von Sakai Toshihiko (1871–1933) an. Für eine Nachfolge-Zeitung schrieb er 1908 eine lange Artikelreihe über „Das Kapital“, die erste Darstellung der Marxistischen Ideen zur Ökonomie in Japan. Im selben Jahr kam er im Zusammenhang mit dem Akahata-Vorfall für zwei Jahre ins Gefängnis, entging aber so einer möglichen Verhaftung beim Hochverrats-Zwischenfall von 1910.
Von 1910 bis etwa 1921 war Yamakawa der wichtigste Autor in Japan, was Lenin und den Bolschewismus anbetraf. Er beteiligte sich daher 1922 auch an der Gründung der „Kommunistischen Partei Japans“ (日本共産党, Nihon kyōsan tō). In seinem berühmten Artikel „Eine Richtungsänderung der proletarischen Bewegung“ (無産階級運動の方向転換 Musan dankyū undō no hōkō tenkan) stellte Yamakawa jedoch fest, dass der Anarchosyndikalismus es nicht erreicht hatte, die Masse der Arbeiter und der Intellektuellen für sich zu gewinnen. Es sei eine breitere Basis für diese politische Bewegung notwendig. So gehörte Yamakawa zu denen, die 1924 eine Auflösung der Kommunistischen Partei vorschlugen. Er beteiligte sich auch nicht an der Weiterführung der politischen Richtung im Untergrund. Ihm schien vielmehr eine massenbasierte legale Partei der richtige Weg zu sein. Ab 1927 bemühten sich Yamakawa und seine Anhänger, die nach ihrer Grundidee, die Vereinigung der Arbeiter und Bauern, „Rōnō-Faktion“ (労農派) genannt wurden, die Linke hinter ihr Programm zu versammeln, was aber misslang.
Nach dem Weltkrieg rief Yamakawa zur Gründung einer vereinten demokratischen Front auf, womit er Sozialismus und Kommunismus zusammenführen wollte. Wieder weigerte er sich, nur die Kommunistische Partei zu unterstützen, bemühte sich vielmehr, die Sozialistische Partei Japans wieder zu beleben.
Yamakawa war seit 1916 mit der Feministin und Sozialistin Yamakawa Kikue verheiratet.